# أبان بن أبي عياش
أبان بن أبي عياش هو راوي حديث نبوي من الضعفاء والمتروكين عند أهل السنة والجماعة، وتابعي. اسمه فيروز ويُقال: دينار، مولى عبد القيس، العبدي، أبو إسماعيل البَصْرِيّ. وكان من قراء القرآن، قال مالك بن دينار: «أبان بن أبي عياش طاوس القراء».

## روايته للحديث النبوي
- روى عن: إبراهيم بن يزيد النخعي، وأنس بن مالك، والحسن البصري، وخليد بْن عَبد الله العصري، والربيع بن لوط، وأبي العالية الرياحي، وسعيد بن جبير، وشهر بن حوشب، وعطاء بن أبي رباح، ومسلم بْن يسار، ومسلم البطين، ومورق العجلي، وأبي الصديق الناجي، وأبي نضرة العبدي وسليم بن قيس الهلالي.[4]
- روى عنه: إبراهيم بْن أَبي بكرة الشامي، وإبراهيم بْن عَبْد الحميد بْن ذي حماية، وأبو إسحاق إبراهيم بْن مُحَمَّد الفزاري، وأرطاة بْن المنذر، وبكر بن خنيس، والحارث بْن نبهان، والحسن بْن أَبي جعفر، والحسن بْن صالح بْن حي، وحفص بْن جميع، وحفص بْن عُمَر الأبار قاضي حلب، وحماد بن سلمة، وحماد بْن واقد، والخليل بْن مرة، وداود بْن الزبرقان، وزيد بْن حبان الرَّقِّيّ، وسَعِيد بْن بشير، وسَعِيد بْن عامر الضبعي، وسفيان الثوري، وشهاب بن خراش، وصالح المري، وطعمة بْن عَمْرو الجعفري، وعباد بْن عباد المهلبي، وعبد الرحمن بْن ثابت بْن ثوبان، وعبد الرحيم بْن واقد، وعِمْران القطان، وعَنبسة بْن عَبْد الرحمن القرشي، وفضيل بْن عياض، ومحمد بْن جحادة، ومحمد بْن الفضل بْن عطية، ومعمر بن راشد، وأبو حنيفة النعمان، ويزيد بن هارون، وأبو عاصم العباداني.[5]

## الجرح والتعديل

### عند أهل السنة
- أبو أحمد الحاكم: منكر الحديث
- أبو أحمد بن عدي الجرجاني: عامة ما يرويه لا يتابع عليه، وهو بين الأمر في الضعف، وأرجو أنه ممن لا يتعمد الكذب إلا أن يشبه عليه ويغلط، وهو إلى الضعف أقرب منه إلى الصدق
- أبو الفتح الأزدي: كان رجلا صالحا سخيا فيه غفلة يهم في الحديث ويخطئ فيه
- أبو بكر البيهقي: متروك، ومرة: ضعيف، لا يحتج به
- أبو حاتم الرازي: متروك الحديث، صالح لكنه بلي بسوء حفظه
- أبو حاتم بن حبان البستي: كان من العباد يسهر الليل بالقيام ويطوى النهار بالصيام سمع من أنس أحاديث وجالس الحسن فكان يسمع من كلامه فإذا حدث به جعل كلام الحسن عن أنس مرفوعا وهو لا يعلم
- أبو دواد السجستاني: لا يكتب حديثه
- أبو زرعة الرازي: ترك حديثه، فقيل له: كان يتعمد الكذب؟ قال: لا، كان يسمع الحديث من أنس ومن شهر ومن الحسن، فلا يميز بينهم
- أبو عوانة الإسفراييني: لا أستحل أن أروي عنه شيئا
- أبو نعيم الأصبهاني: لا يصح حديثه، لأنه كان نهما في العبادة، والحديث ليس من شأنه، ومرة: متروك الحديث
- أحمد بن حنبل: متروك الحديث، ترك الناس حديثه منذ دهر من الدهر، ومرة: كان منكر الحديث، ومرة: كذاب
- أحمد بن شعيب النسائي: متروك الحديث، ومرة: ليس بثقة، ولا يكتب حديثه
- أيوب بن أبي تميمة السختياني: ما زال نعرفه بالخير منذ كان
- إبراهيم بن يعقوب الجوزجاني: ساقط
- ابن حجر العسقلاني: متروك الحديث
- ابن عراق: متروك اتهم بالكذب
- الدارقطني: متروك الحديث
- زكريا بن يحيى الساجي: فيه غفلة يهم في الحديث ويخطئ فيه
- سفيان الثوري: كان نسيا للحديث
- شعبة بن الحجاج: اتهمه، وكان سيئ الرأي فيه، وكان يحلف على أنه كذاب، وقال: لأن يزني الرجل خير له من أن يروي عنه، وقال مرة: لأن أشرب من بول حماري حتي أروى أحب إلي من أن أقول حدثني أبان بن أبي عياش، وقال مرة: لولا الحياء من الناس ما صليت على أبان
- عبد الرحمن بن مهدي: تركه
- علي بن المديني: كان ضعيفا، ضعيفا عندنا
- عمرو بن علي الفلاس: متروك الحديث، وهو رجل صالح
- مالك بن دينار: طاووس القراء
- محمد بن سعد كاتب الواقدي: متروك الحديث
- معاوية بن يحيى: ضعيف
- وكيع بن الجراح: كان لا يسمه استضعافا له
- يحيى بن سعيد القطان: تركه
- يحيى بن معين: ضعيف، ومرة: ليس حديثه بشيء، ومرة: متروك الحديث، ومرة: ليس بثقة، ومرة قال: كان يكذب[6]

### عند الشيعة
- ابن الغضائري: «ضعيف لا يلتفت إليه، وينسب أصحابنا وضع كتاب سليم بن قيس إليه.»[7]
- الشيخ الطوسي «أبان بن أبي عياش فيروز، تابعي، ضعيف»[8]
- العلامة الحلي «تابعي ضعيف جدا والأقوى عندي التوقف فيما يرويه»[9]
- محمد بن صالح المازندراني «لا يلتفت إليه»[10]
- سيد ابن طاووس «طعن فيهما ابن الغضائري، وقد سلف الطعن فيه»[11]
- التفريشي «تابعي ضعيف، من أصحاب علي بن الحسين والباقر والصادق»[12]
- الخوئي: «إذ نقل كلام الطوسي وابن الغضائري بنفسه».[13]
- أبو علي الحائري: : تابعي، ضعيف"[4]
- ابن داود الحلي (المتوفي.707): «ضعيف، قيل إنه وضع كتاب سليم بن قيس»[14]
- المجلسي حكم على رواياته بالاعتبار، عند دراسته لأسانيد الكافي.[15][16][17]
- ودرسه البهبودي في الضعفاء وأسقط رواياته عند تحقيقه للكافي، ولم يثبتها في كتابه الصحيح من الكافي.